# العلاقات الأنغولية الإريترية
العلاقات الأنغولية الإريترية هي العلاقات الثنائية التي تجمع بين أنغولا وإريتريا.

## مقارنة بين البلدين
هذه مقارنة عامة ومرجعية للدولتين:
| وجه المقارنة                                              | أنغولا           | إريتريا                                      |
| --------------------------------------------------------- | ---------------- | -------------------------------------------- |
| المساحة (كم2)                                             | 1.25 مليون       | 117.60 ألف                                   |
| عدد السكان (نسمة)                                         | 29.78 مليون      | 6.33 مليون                                   |
| الكثافة السكانية (ن./كم²)                                 | 23.82            | 53.83                                        |
| العاصمة                                                   | لواندا           | أسمرة                                        |
| اللغة الرسمية                                             | اللغة البرتغالية | اللغة التغرينية، اللغة العربية، لغة إنجليزية |
| العملة                                                    | كوانزا أنغولي    | ناكفا                                        |
| الناتج المحلي الإجمالي (بليون دولار)                      | 124.21 مليار     | 2.61 مليار                                   |
| الناتج المحلي الإجمالي (تعادل القوة الشرائية) بليون دولار | 184.83 مليار     |                                              |
| الناتج المحلي الإجمالي الاسمي للفرد دولار أمريكي          | 4.10 ألف         |                                              |
| الناتج المحلي الإجمالي للفرد دولار أمريكي                 |                  |                                              |
| مؤشر التنمية البشرية                                      | 0.533            | 0.391                                        |
| رمز المكالمات الدولي                                      | +244             | +291                                         |
| رمز الإنترنت                                              | .ao              | .er                                          |
| المنطقة الزمنية                                           | ت ع م+01:00      | ت ع م+03:00                                  |

## منظمات دولية مشتركة
يشترك البلدان في عضوية مجموعة من المنظمات الدولية، منها:
| علم المنظمة | اسم المنظمة                                 | تاريخ انضمام أنغولا | تاريخ انضمام إريتريا |
| ----------- | ------------------------------------------- | ------------------- | -------------------- |
|             | البنك الإفريقي للتنمية                      | ?                   | ?                    |
|             | الاتحاد الأفريقي                            | 11 فبراير 1979      | ?                    |
|             | منظمة الشرطة الجنائية الدولية               | ?                   | ?                    |
|             | منظمة حظر الأسلحة الكيميائية                | ?                   | ?                    |
|             | مؤسسة التمويل الدولية                       | 19 سبتمبر 1989      | 11 أكتوبر 1995       |
|             | يونسكو                                      | 11 مارس 1977        | 2 سبتمبر 1993        |
|             | البنك الدولي للإنشاء والتعمير               | 19 سبتمبر 1989      | 6 يوليو 1994         |
|             | مؤسسة التنمية الدولية                       | 19 سبتمبر 1989      | 6 يوليو 1994         |
|             | الأمم المتحدة                               | 1 ديسمبر 1976       | 28 مايو 1993         |
|             | مجموعة دول أفريقيا والكاريبي والمحيط الهادئ | ?                   | ?                    |
|             | وكالة ضمان الاستثمار متعدد الأطراف          | 19 سبتمبر 1989      | 10 سبتمبر 1996       |
|             | الاتحاد الدولي للاتصالات                    | 13 أكتوبر 1976      | 6 أغسطس 1993         |
|             | الاتحاد البريدي العالمي                     | ?                   | ?                    |

## وصلات خارجية
- موقع وزارة الخارجية الأنغولية